# Carlo Van Neste
Carlo Van Neste (1er avril 1914 à Anvers en Belgique - 12 juillet 1992 à Bruxelles en Belgique) était un violoniste belge. Il fut un des très grands violonistes belges de réputation internationale. À l'âge de trois ans, il donne un premier « petit » concert aux Pays-Bas. À l'âge de 12 ans, il donne, à Londres, son premier grand concert avec l'orchestre philharmonique de Londres qui signe le début de sa carrière internationale.
Carlo Van Neste était également un très grand pédagogue. Entre autres, il a formé entièrement deux artistes belges lauréates du concours musical international Reine-Élisabeth-de-Belgique : Edith Volckaert et Véronique Bogaerts. On le retrouvait aussi très fréquemment dans le jury de ce prestigieux concours et bien d'autres concours internationaux à Moscou, Tokyo, Montréal, Genève, Paris, Londres, en Italie, aux Pays-Bas, au Chili...

## Biographie
Naissance en 1914, prénom de baptême Carl, transformé très rapidement en Carlo vu la connotation trop germanique en ce début de guerre.
La famille Van Neste passe quelques années aux Pays-Bas et les deux enfants, Carlo au violon et Rosane au piano, âgés respectivement de trois et six ans, donnent ensemble un premier petit récital dans l’atelier d’une femme peintre. En 2000, âgée de 89 ans, Rosane commentera cet événement : « Il jouait déjà très juste et moi, je n’ai pas fait une seule fausse note ».
En 1924, Carlo obtient un premier prix de violon avec la plus grande distinction. La presse salue la virtuosité du jeune violoniste : « Il a joué avec une assurance étonnante chez un enfant de dix ans et exécuté de manière impeccable un ballet de de Bériot. » (Le Matin d’Anvers, 23 août 1924)
En 1925, dans sa villa La Chanterelle, au Zoute, Eugène Ysaÿe accueille le tout jeune violoniste Carlo Van Neste pour l’entendre dans des œuvres de Vieuxtemps et de Wieniawski. À l’issue de l’audition, Ysaÿe s’exclame : « Cet enfant merveilleux fera grand honneur à notre école ». Prophétie largement réalisée…
Les concerts se succèdent en Belgique, en France, aux Pays-Bas et en le Royaume-Uni. « Le jeune Carlo possède une sonorité remarquable et les qualités essentielles qui donnent au jeu du naturel, de l’aisance et du brio. Il a déjà, à un degré très avancé, le secret de l’art de l’interprétation ». (Journal de Roubaix, le 23 mars 1927) Il faut avoir entendu cet enfant prodige (car il en est un, un vrai…) pour juger de sa valeur. (…) Carlo Van Neste possède une technique puissante, un son d’une pureté inouïe et une facilité de jeu vraiment extraordinaire… (Bruxelles, 1927). « Carlo Van Neste dépasse son âge par une maturité exceptionnelle… il rejoint, par delà un siècle et demi, le génial Mozart. » (La Patrie, Bruges, 17 décembre 1927)
Il n’a que treize ans et tout est déjà inscrit dans la personnalité remarquable de celui qui deviendra non seulement un grand interprète mais aussi un musicien accompli et un très grand pédagogue. Quelques années plus tard, il conquiert, au Conservatoire royal de Bruxelles, les prix d’harmonie, de contrepoint et de fugue et se voit décerner les plus hautes récompenses violonistiques : le prix Vieuxtemps (Verviers, 1933), le prix Kreisler (Liège, 1934) et ensuite la Médaille de Vermeil au Concours International de Vienne (1937).
Parallèlement à une carrière d’enfant prodige, il poursuit des études approfondies auprès d’Eugène Ysaÿe, à l’École normale de musique de Paris avec Jacques Thibaud et est, pendant cinq ans, élève particulier de Georges Enesco.
Nommé en 1942, professeur au Conservatoire royal de Bruxelles, il forme de nombreux virtuoses belges et étrangers. Il enseigne également à la chapelle musicale Reine Élisabeth et au Conservatoire d’Utrecht aux Pays-Bas.
Ces tournées l’amènent aux quatre coins du monde : les grandes villes d’Europe, d’Afrique, d’Amérique du Sud et d’URSS l’accueillent et il joue sous la direction de chefs prestigieux.
Il siège dans les jurys des grands concours internationaux : Bruxelles, Paris, Genève, Moscou, Tokyo, Montréal…
Il crée le Trio Reine Elisabeth avec Naum Sluszny  au piano et Éric Feldbusch au violoncelle, ensemble remarquable qui se produit tant en Belgique qu’à l’étranger.
Carlo Van Neste défend avec passion la musique belge. En 1973, il se voit décerner le trophée Fuga en reconnaissance de son activité en faveur de la musique de son pays. Les œuvres belges qu’il crée ne se comptent plus : Francis de Bourguignon, de Vocht, Alpaerts, Victor Legley, Raymond Chevreuille, Marcel Poot, Absil, René Defossez, Jongen, Huybrechts, De Vreese (père et fils), Meulemans…
Carlo Van Neste est, dans la vie, ce qu’il est à la scène, d’une grandeur et d’une simplicité n’ayant d’égal que sa compétence. « Le problème de l’interprète est le suivant : pénétrer l’esprit du compositeur, le recréer et le rendre apparent. D’où, la nécessité d’y voir clair soi-même et savoir avant tout ce que l’on veut. Seule, l’analyse de l’œuvre révèle tout ce que l’on peut y chercher… Il faut réaliser l’équilibre entre la construction voulue et la spontanéité de l’exécution. C’est bien là, je crois, où réside la plus grande difficulté, cette juste mesure entre le contrôle de l’œuvre et son émotion. Mais, pour émouvoir, l’artiste ne doit pas verser de larmes… » (M. Verken in Carlo Van Neste nous donne une leçon d’interprétation musicale)
En 1978, commémoration du 120e anniversaire de la naissance d’Eugène Ysaÿe : « La présence du soliste Carlo Van Neste revêt une valeur symbolique. C’est, en effet, derrière ces deux noms que se place l’illustre lignée de l’École belge du violon… Roi du violon, Ysaÿe fut aussi compositeur, la forme de son Poème Elégiaque qui inspira Ernest Chausson marque un souci de concilier l’expression musicale à la pure virtuosité. Ainsi, se conçoit également l’interprétation de Carlo Van Neste. On retrouve, chez ce violoniste de renommée internationale, (…) les belles caractéristiques de jeu propres à sa formation : archet d’une fluidité remarquable et lyrisme aigu, (…) brillance soudée à l’expressivité, laissant s’épanouir la fine sonorité de son P.Guarnerius de Venise, cadeau de la reine Élisabeth, aussi bien dans des nuances pleines de tendresse et de chaleur que dans les fougueuses doubles notes (…) c’est du violon virtuose qui éveille l’émotion. » (La Libre Belgique)
Ce jeu caractéristique de la grande École belge du violon, il le transmet à ces élèves : deux noms retiendront particulièrement l’attention et l’admiration du public : Edith Volckaert et Véronique Bogaerts, toutes deux lauréates du concours musical international Reine-Élisabeth-de-Belgique. Edith disparaît, en 1992, dix jours avant le décès de celui qui fut son unique maître : Carlo Van Neste. Coïncidence douloureuse…
Legley
Carlo Van Neste bénéficie de l’amitié inconditionnelle de la reine Élisabeth : « Il avait douze ans, des culottes courtes et, peut-être, froid quand il donna un concert au Conservatoire de Bruxelles. La Reine Elisabeth lui mit son manteau de fourrure sur les épaules et, par-dessus, son amitié. Souvent, Carlo joua pour la Reine. Trente ans plus tard, afin de fêter cette première rencontre, elle fit rassembler des fonds et offrit à Van Neste le fameux Guarnerius de Venise (1725) qu’il put aller lui-même choisir à Londres. Un an avant sa mort, la reine appela au Stuyvenberg le Trio Carlo Van Neste afin qu’il joue pour elle. Quand il franchit, en sens inverse, la grille du Parc, il s’appelait Trio Reine Elisabeth. » (Luc Norin)
Carlo épouse Céline qu’il avait rencontrée lors d’un concert qu’il donnait à l’âge de quinze ans. Elle avait quatorze ans. Ils seront très heureux et auront quatre filles : Mireille, Dominique, Bernadette et Claire. Ils ne se quitteront que dans la mort. (Carlo en juillet 1992 et Céline en février 1994)
En 1997, pour transmettre cet énorme héritage musical, Dominique décide de créer la Fondation Carlo Van Neste.
Cette grande dame du violon qu’est Véronique Bogaerts témoignait, en ces mots, de l’admiration portée à celui qui lui dispensa son enseignement : « Les Maîtres continuent à enseigner par delà la mort ».